# Phyllonorycter flava
Phyllonorycter flava är en fjärilsart som beskrevs av Gerfried Deschka 1975. Phyllonorycter flava ingår i släktet guldmalar, och familjen styltmalar.
Artens utbredningsområde är Turkiet. Inga underarter finns listade i Catalogue of Life.